# لبان صغير
لبان صغير أو بوسويلية صغيرة (الاسم العلمي:Boswellia nana) هو نوع من النباتات يتبع جنس اللبان من الفصيلة البخورية.